# Der Alte Dessauer

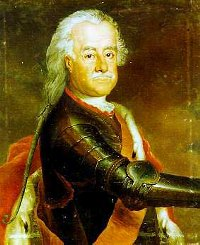
Leopoldo I de Anhalt-Dessau

Der Alte Dessauer (El Viejo Dessauer) es una marcha lenta de infantería.
Se desconoce su compositor pero se cree que la marcha es de origen italiano.  
Esta marcha tiene su origen cuando un día se interpretó la melodía de una antigua canción folclórica en honor al príncipe Leopoldo I de Anhalt-Dessau después de la Batalla de Cassano (1705). El Príncipe Leopoldo I de Anhalt-Dessau disfrutó tanto de la marcha que quiso escucharla una y otra vez. Se dice que cuando el príncipe Leopoldo I de Anhalt-Dessau entró en la ciudad después de la Batalla de Turín (1706), la marcha se tocó en su entrada a la ciudad. 
La características más distintiva 
de esta marcha son sus elaborados solos de trompeta. 
Hasta la Primera Guerra Mundial, la marcha fue la marcha de presentación del Regimiento de Infantería Fürst Leopold von Anhalt-Dessau No. 26.
Otras Interpretaciones
Existe una versión de esta marcha interpretada por la banda sinfónica de la fuerza aérea de Chile (banda dirigida por el director alemán Arthur Max Rosin durante la grabación), en la cual el solo de trompeta fue interpretado por el trompetista chileno Cabo 1° Carlos Jiménez Donoso, esta versión de la marcha fue grabada en 1980 en los Estudios Sonotec en Santiago de Chile y fue publicada en un álbum llamado "Marcha de Ayer y de Hoy".